# Силикат неодима(III)
Силикат неодима(III) — неорганическое соединение,
соль неодима и кремниевой кислоты
с формулой Nd2(SiO3)3,
фиолетовые кристаллы,
не растворяется в воде.

## Получение
- Спекание оксалата неодима и оксида кремния:

{\displaystyle {\mathsf {2Nd_{2}(C_{2}O_{4})_{2}+6SiO_{2}+3O_{2}\ {\xrightarrow {1700^{o}C}}\ 2Nd_{2}(SiO_{3})_{3}+12CO_{2}}}}

## Физические свойства
Силикат неодима(III) фиолетовые кристаллы.
Не растворяется в воде.